# Vriesdrogen (conservering)
Vriesdrogen of lyofilisatie is een industriële methode die vanouds wordt toegepast voor het conserveren van levensmiddelen en geneesmiddelen. Daarnaast wordt deze methode toegepast bij door waterschade getroffen materialen zoals archiefmateriaal.
Het principe van vriesdrogen is dat door de lage temperatuur de in de te drogen stof aanwezige watermoleculen worden opgenomen in ijskristallen, die vervolgens in zeer droge lucht verdampen, of eigenlijk sublimeren. (sublimatie: het direct overgaan van vaste vorm naar gasvormige toestand).

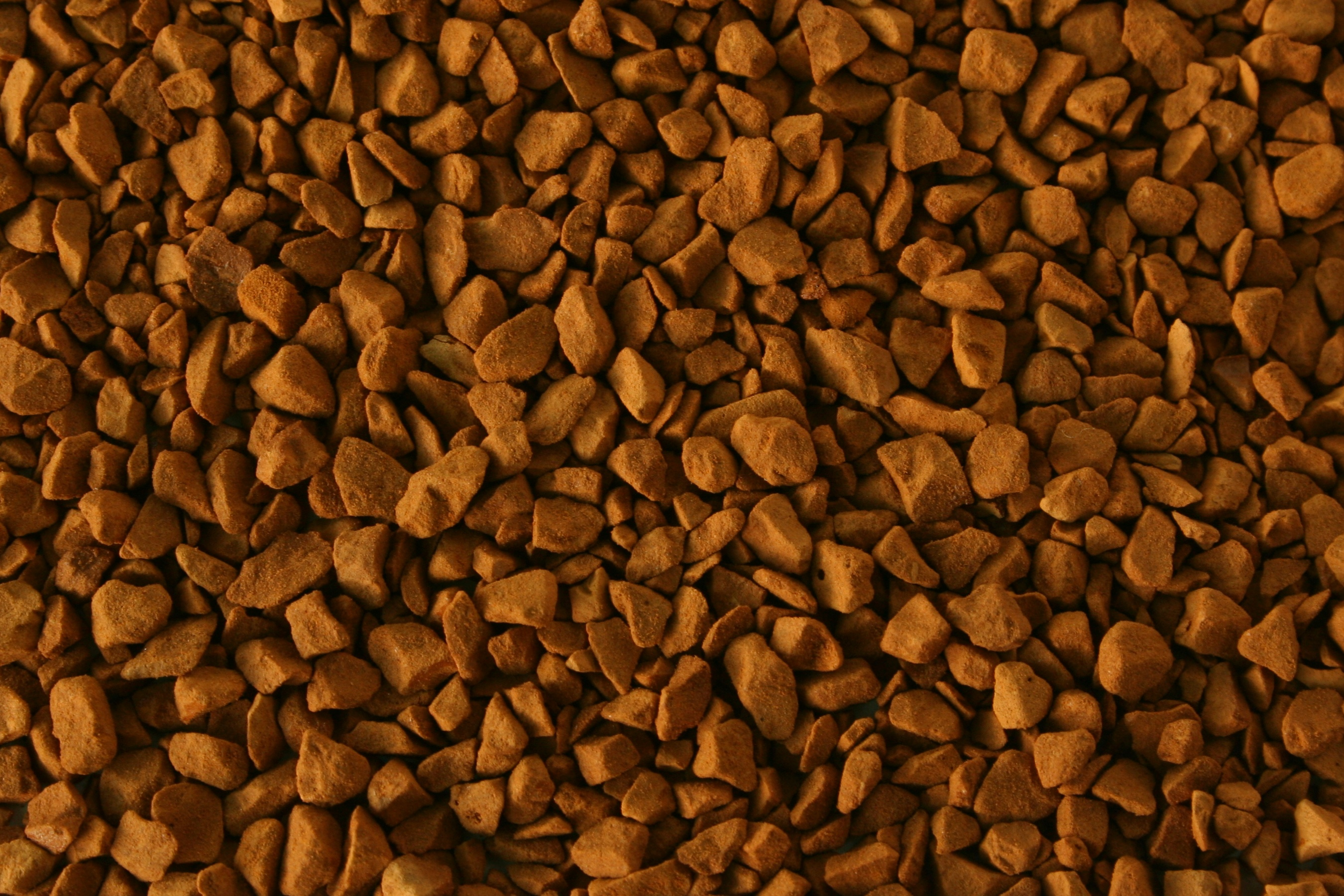
Gevriesdroogde oploskoffie

Deze methode van drogen wordt gebruikt voor bijvoorbeeld het produceren van oploskoffie of soep-uit-een-zakje en bij het conserveren van levensmiddelen en geneesmiddelen (met name poeder voor injecties en infusen). Ook wordt de techniek gebruikt bij het verwijderen van water uit voorwerpen die door water zijn aangetast, zoals bluswater uit unieke boeken na een brand of overstroming.
Voordelen van het vriesdrogen van levensmiddelen:
- de smaak blijft beter behouden
- volume neemt af
- gewicht neemt af
- de houdbaarheid wordt aanzienlijk verlengd

Het algemeen voordeel van het vriesdrogen betreft de verbeterde conservering: micro-organismen zoals bacteriën kunnen niet vermenigvuldigen in een te droge omgeving.
Nadelen van het vriesdrogen:
- Het materiaal waaraan water wordt onttrokken ondergaat vaak een verandering van structuur.
- Voor veel doeleinden is het proces relatief duur in vergelijking met andere conserveringsmethoden zoals luchtdichte verpakking.

## Afbeeldingen

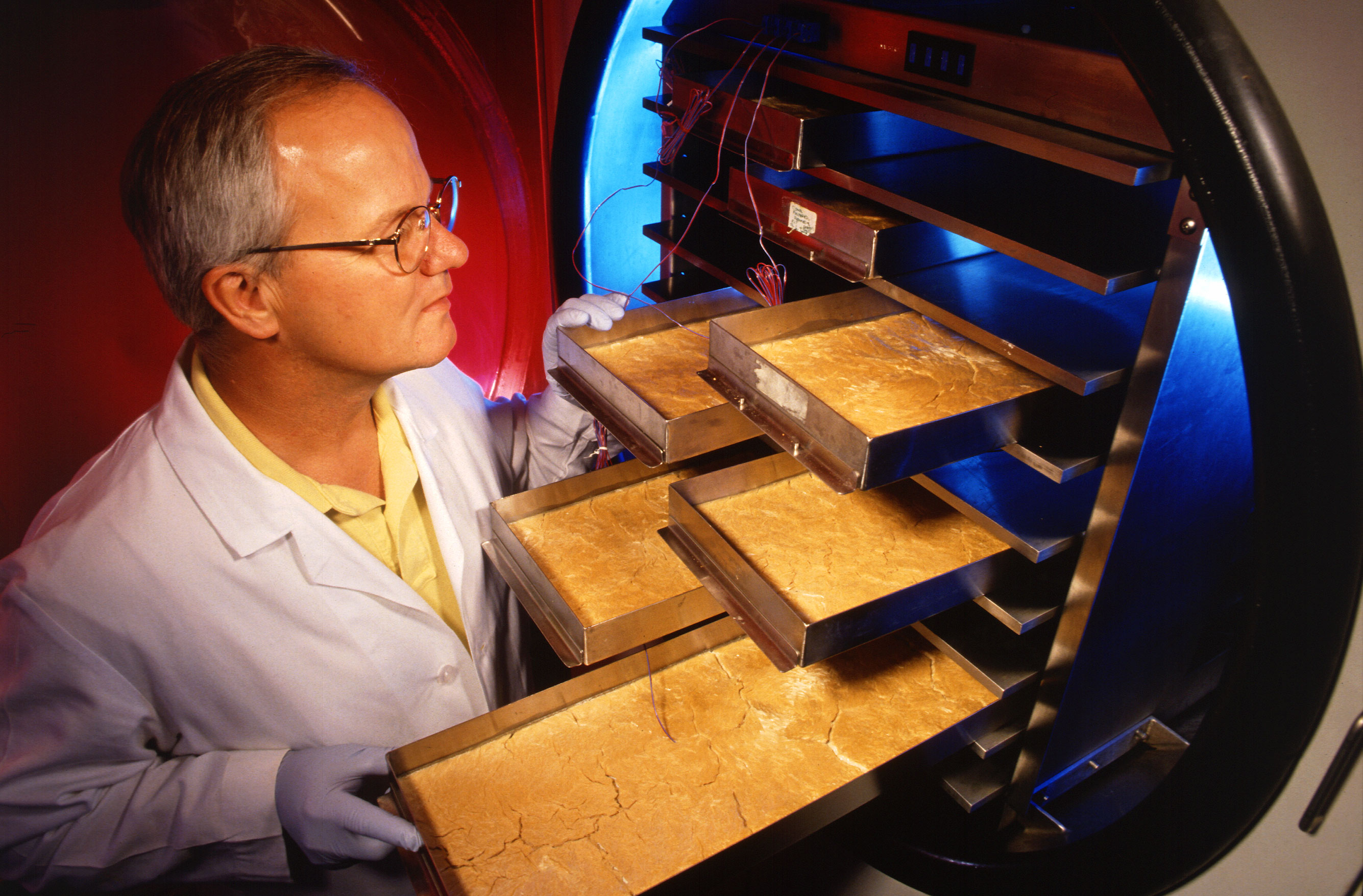
Kleine vriesdroger
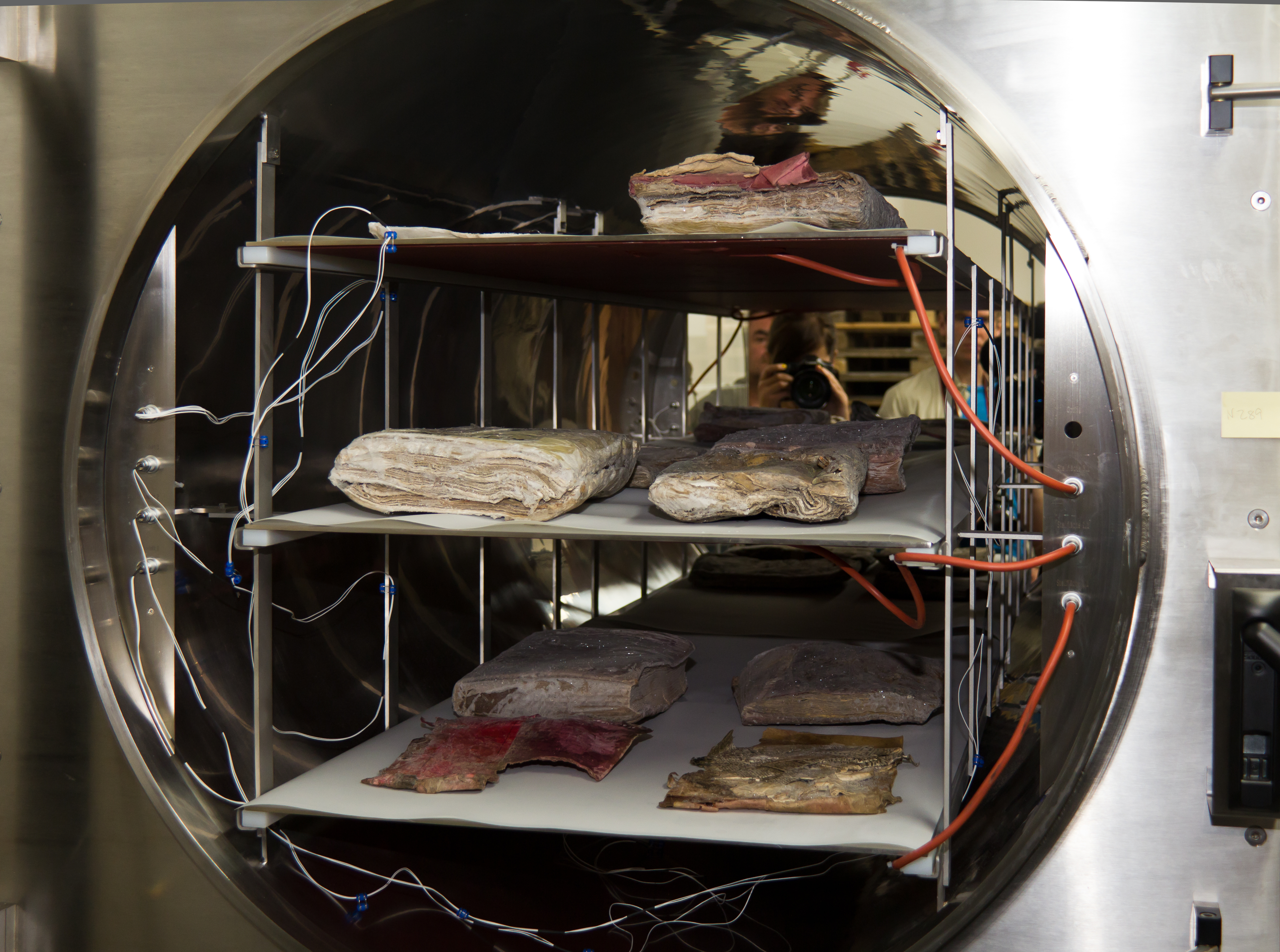
Vriesdroger met nat geworden archiefstukken
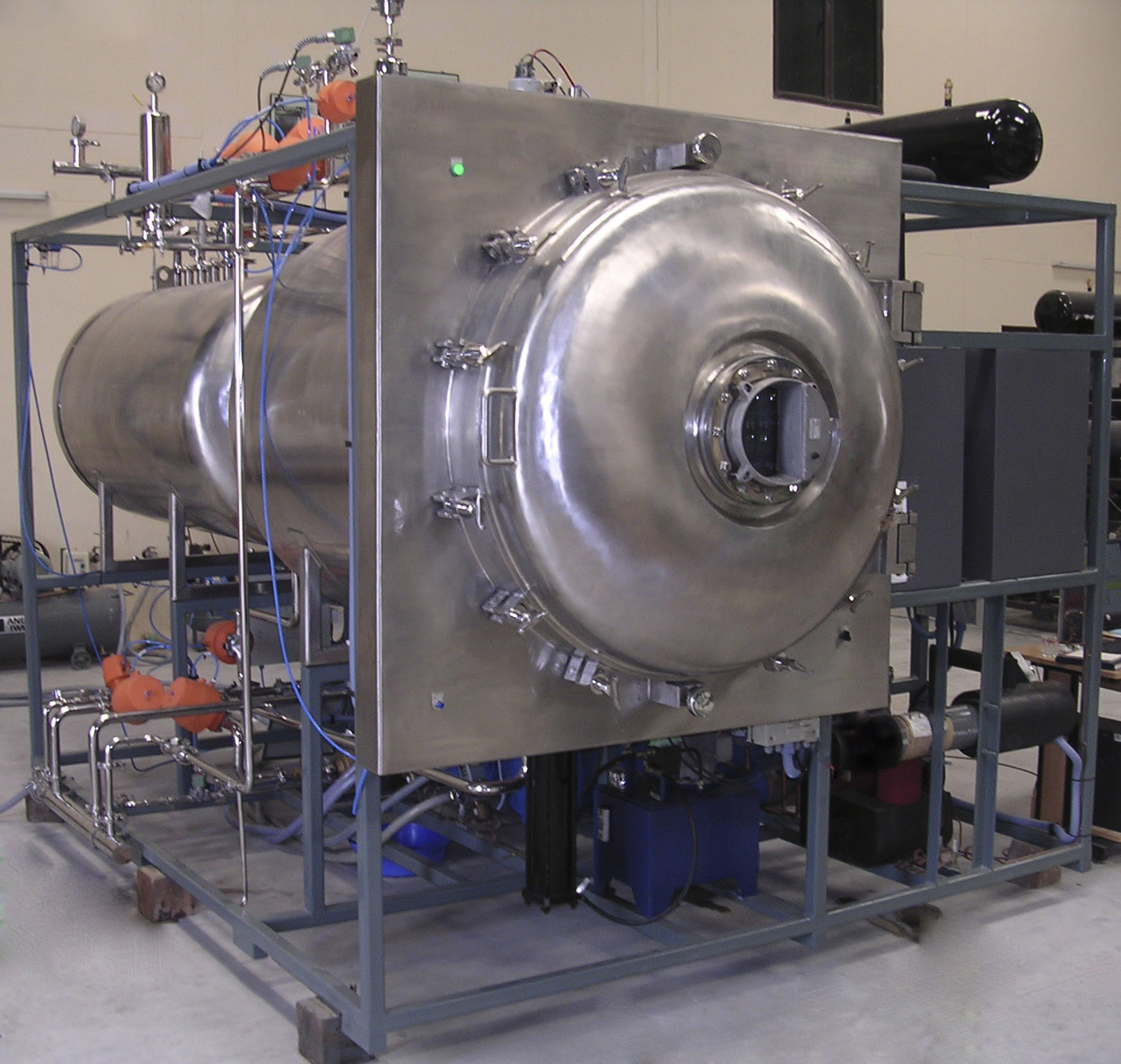
Productievriezer
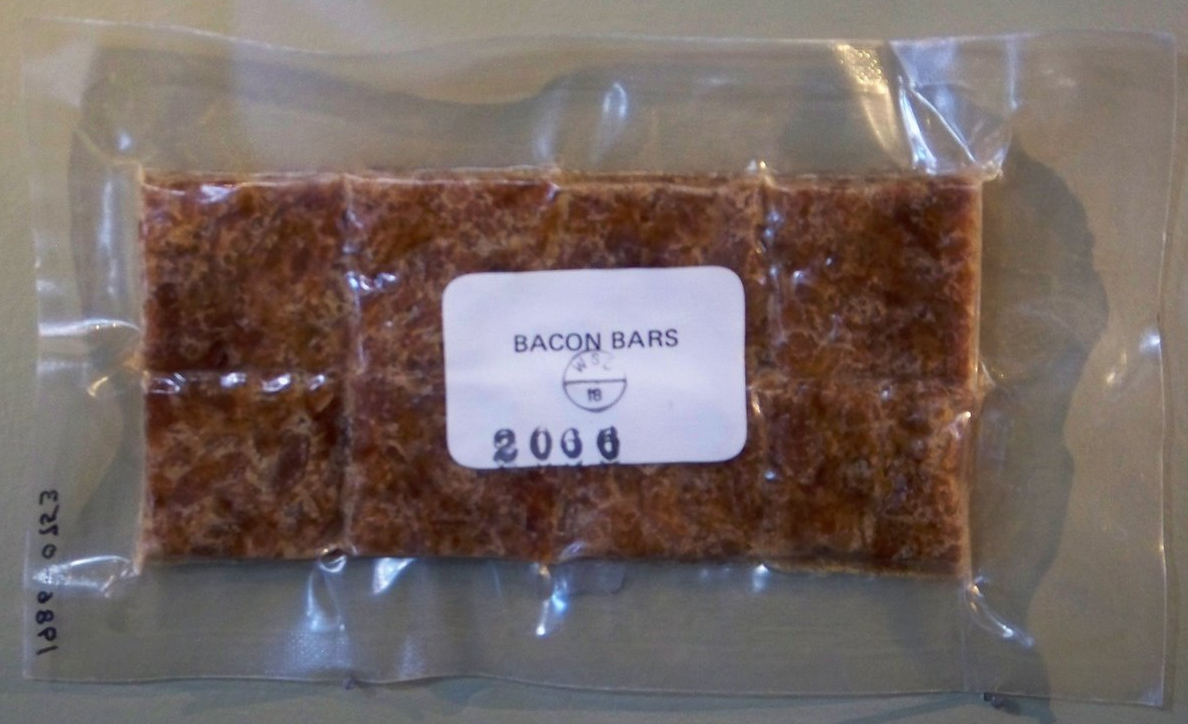
Gevriesdroogd varkensvlees voor astronauten